# 드셰이저
스티브 드 셰이저 (Steve de Shazer, 1940년 6월 25일 밀워키 – 2005년 9월 11일 빈)는 심리요법사, 작가이자 해결책중심치료의 개발자이자 선구자이다. 1978년, 그는 그의 아내 인수 킴 버그와 함께 위스콘신주 밀워키에 브리프 가족 치료 센터 (BFTC)를 설립했다.
드 셰이저는 원래 클래식 음악가로 훈련받았고 재즈 색소폰 연주자로 일했다. 그는 위스콘신 대학교-밀워키에서 순수 예술 학사 학위와 사회 복지 MSSW 학위를 받았다. 드 셰이저는 여섯 권의 책을 썼고 14개 언어로 번역되었다. 그는 그의 멘토로 여겼던 존 위클랜드의 평생 친구였다.
드 셰이저는 유럽 순회 훈련 및 컨설팅 투어 중 빈에서 사망했다. 드 셰이저에게는 조카 토니 드 셰이저와 그의 아내이자 교육자 및 작가인 마리 로르 드 셰이저, 그리고 두 명의 조카딸 엘로디와 아멜리 드 셰이저가 있다.

## 해결책 중심 유산

### 해결책중심치료
1978년, 드 셰이저와 인수 킴 버그는 밀워키에 브리프 가족 치료 센터(BFTC)를 공동 설립했다. 이로써 두 사람은 정신 연구소에서 수행된 연구를 바탕으로 1980년대 BFTC에서 수행한 연구에서 나타난 해결책중심치료의 주요 개발자로 인정받고 있다.
BFTC는 심리 치료 기술을 연구, 개발 및 테스트하여 고객에게 가장 효율적이고 효과적인 기술을 찾는 연구 센터 역할을 했다. BFTC 팀은 다양한 배경, 교육 및 학문 분야를 가진 실무자들로 매우 다양했다. 정신 건강 전문가 외에도 팀에는 교육자, 사회학자, 언어학자, 심지어 엔지니어 및 철학자도 포함되었다. BFTC의 책임자인 스티브 드 셰이저는 이 그룹을 "치료적 싱크탱크"라고 불렀다. 시간이 지남에 따라 사람들은 훈련을 요청하기 시작했고, BFTC는 연구 및 훈련 센터가 되었다.